# 21 lecciones para el siglo XXI
21 lecciones para el siglo XXI es un libro escrito por el historiador israelí Yuval Noah Harari publicado en inglés en agosto de 2018 (21 Lessons for the 21st Century, Spiegel & Grau) y español en el mismo mes por la editorial Debate y en traducción de Joandomènec Ros i Aragonès.
Si en obras anteriores, Sapiens: De animales a dioses y Homo Deus: Breve historia del mañana Harari estudiaba el pasado de la humanidad y su futuro, en 21 lecciones se centra en el presente para, a través de 21 ensayos, varios de ellos basados en artículos publicados en la prensa con anterioridad, investigar los problemas tecnológicos, políticos, sociales y existenciales de nuestro tiempo.

## Resumen
El libro se divide en cinco secciones:
1. El desafío tecnológico. El liberalismo, el metarrelato dominante de nuestro tiempo, ha entrado en crisis sin que otro nuevo que se ajuste mejor a los retos que la inteligencia artificial y la biotecnología de señales de aparecer. (Capítulos: 1 Decepción, 2 Trabajo, 3 Libertad, 4 Igualdad)
2. El desafío político. El nacionalismo no es suficiente para hacer frente al reto tecnológico descrito en la sección anterior y se han de seguir abriendo vías que fomenten la cooperación global. (Capítulos: 5 Comunidad, 6 Civilización, 7 Nacionalismo, 8 Religión, 9 Inmigración)
3. Desesperación y esperanza. Aunque los retos son enormes y los desacuerdos sobre las estrategias para enfrentarlos profundos, la humanidad puede todavía salir a flote si conserva la calma y se mantienen los valores del laicismo. (Capítulos: 10 Terrorismo, 11 Guerra, 12 Humildad, 13 Dios, 14 Laicismo)
4. Verdad. En un mundo inundado de desinformación e información irrelevante se debe hacer el esfuerzo de combatir los propios prejuicios y buscar fuentes fiables. (Capítulos: 15 Ignorancia, 16 Justicia, 17 Posverdad, 18 Ciencia ficción)
5. Resiliencia. La vida no es un relato y es importante distinguir ficción de realidad para que como individuos podamos vivir una vida plena y como sociedad hacer frente a los retos existenciales que nos acechan. (Capítulos: 19 Educación, 20 Significado, 21 Meditación)

## Recepción
Tras su publicación los medios de comunicación han prestado gran atención al libro y a su autor con recensiones y entrevistas publicadas en The New York Times, The Guardian, The Economist, Financial Times o The New Statesman en El Cultural, El País, El Periódico o La Vanguardia en España, y La República
 o Clarín  en América Latina.
En The New York Times, Bill Gates se refiere al libro como “fascinante” y al autor como “un escritor estimulante al que incluso cuando estoy en desacuerdo quiero seguir leyendo.” Para Gates, Harari “está habilitando una crucial conversación global sobre cómo enfrentar los problemas del siglo XXI”.
En su reseña publicada en The Guardian, Helen Lewis, admira “la ambición y el alcance de su trabajo que transforma ideas inesperadas en deslumbrantes observaciones.”
John Thornhill en el Financial Times considera este libro menos interesante que Sapiens y Homo Deus a pesar de estar “iluminado por flases de aventura intelectual y verbo literario” y señala que muchos de sus análisis los ha reciclado de sus trabajos previos.
Más negativa es la reseña de Gavin Jacobson en The New Statesman que ve en el libro “un estudio lleno de promesas pero vacío de resultados” con recomendaciones “bien muy vagas, bien muy superficiales como para ser de utilidad”.
En El Periódico, Ana Anabella se refiere a 21 lecciones como “nueva y lúcida reflexión sobre un mundo amenazado por la inteligencia artificial, la falta de valores, la posverdad y la nueva era Trump-Putin-'brexit'”, y María Teresa Giménez Barbat en El Cultural como “un canto al laicismo y al humanismo secular”.